# Rick Worthy
Richard Worthy (Detroit, Michigan, 12 marzo 1967) è un attore statunitense.

## Biografia
È figlio di un lavoratore nell'industria dell'auto mentre sua madre era titolare e lavorava in una azienda che si occupava di restauro di fotografie. Inizia a praticare il Taekwondo già in giovane età; nel 1985 si diploma alla Southfield Senior High School e nel 1990 si laurea all'Università del Michigan. Attualmente vive a Los Angeles.
Inizia come attore teatrale a Detroit, poi si trasferisce a Chicago per sviluppare le sue potenzialità e inizia a recitare in prestigiosi teatri come il Chicago Dramatists Workshop, il Thee Goodman Theatre e il Victory Gardens Theatre. Successivamente si trasferisce a Los Angeles e qui arriva il tanto desiderato debutto nell'industria cinematografica e televisiva.
Molti suoi ruoli sono dovuti alle sue capacità nell'arte marziale che ha esercitato fin da giovane. Ha lavorato numerose volte nell'ambito della fantascienza: ha interpretato quattro diversi personaggi in un film e tre serie del franchise di Star Trek, ha ricoperto il ruolo di uno degli antagonisti principali in Battlestar Galactica, e ha impersonato un guerriero co-protagonista in una puntata di Stargate SG-1.

## Filmografia

### Cinema
- Richie Rich - Il più ricco del mondo (Richie Rich), regia di Donald Petrie (1994)
- Lontano da Isaiah (Losing Isaiah), regia di Stephen Gyllenhaal (1995)
- Un amore tutto suo (While You Were Sleeping), regia di Jon Turteltaub (1995)
- Effetto black out (The Trigger Effect), regia di David Koepp (1996)
- Steel, regia di Kenneth Johnson (1997)
- Star Trek - L'insurrezione (Star Trek: Insurrection), regia di Jonathan Frakes (1998)
- S.Y.N.A.P.S.E. - Pericolo in rete (Antitrust), regia di Peter Howitt (2001)
- Danni collaterali (Collateral Damage), regia di Andrew Davis (2002)
- Holes - Buchi nel deserto (Holes), regia di Andrew Davis (2003)
- Duplicity, regia di Tony Gilroy (2009)

### Film TV
- Eye of the Stalker (1995)
- The Rockford Files: Godfather Knows Best (1996)
- Earth Angels (2001)
- See Kate Run (2009)

### Televisione
- Persone scomparse (Missing Persons) – serie TV, 1 episodio (1993)
- Tough Target – serie TV, 1 episodio (1995)
- NYPD - New York Police Department (NYPD Blue) – serie TV, episodio 3x11 (1996)
- Murder One – serie TV, 8 episodi (1996-1997)
- Star Trek: Voyager – serie TV, 3 episodi (1996-1999)
- Star Trek: Deep Space Nine – serie TV, episodio 5x21 (1997)
- The Gregory Hines Show – serie TV, 1 episodio (1997)
- Maximum Bob – serie TV, 1 episodio (1998)
- I magnifici sette (The Magnificent Seven) – serie TV, 22 episodi (1998-2000)
- Il tocco di un angelo (Touched by an Angel) – serie TV, episodio 5x23 (1999)
- City of Angels – serie TV, 1 episodio (2000)
- Casa Hughley (The Hughleys) – serie TV, 1 episodio (2000)
- Seven Days – serie TV, episodio 3x02 (2000)
- Felicity – serie TV, 4 episodi (2001)
- Stargate SG-1 – serie TV, episodio 5x18 (2002)
- Da un giorno all'altro (Any Day Now) – serie TV, episodio 4x17 (2002)
- Sheena – serie TV, episodio 2x09 (2002)
- Dark Angel – serie TV, episodio 2x21 (2002)
- Odyssey 5 – serie TV, episodio 1x07 (2002)
- Boomtown – serie TV, episodio 1x16 (2003)
- The Lyon's Den – serie TV, 1 episodio (2003)
- Star Trek: Enterprise – serie TV, 10 episodi (2003-2004)
- CSI - Scena del crimine (CSI: Crime Scene Investigation) – serie TV, 4 episodi (2003-2010)
- CSI: Miami – serie TV, episodio 2x12 (2004)
- Eyes – serie TV, 12 episodi (2005-2007)
- Fallen - Angeli caduti (Fallen) - miniserie TV, regia di Mikael Salomon (2006)
- Battlestar Galactica – serie TV, 8 episodi (2005-2009)
- Grey's Anatomy – serie TV, episodio 10x24 (2005)
- Journeyman – serie TV, episodio 1x12 (2007)
- Eli Stone – serie TV, episodio 1x13 (2008)
- Brothers & Sisters - Segreti di famiglia (Brothers & Sisters) – serie TV, episodio 3x03 (2008)
- Saving Grace – serie TV, episodio 2x09 (2009)
- The Mentalist – serie TV, episodio 1x16 (2009)
- Heroes – serie TV, 4 episodi (2009)
- Medium – serie TV, episodio 6x12 (2010)
- Castle – serie TV, episodio 2x24 (2010)
- Supernatural – serie TV, 4 episodi (2010-2017)
- Against the Wall – serie TV, 1 episodio (2011)
- NCIS - Unità anticrimine (NCIS) – serie TV, episodio 10x04 (2012)
- The Vampire Diaries – serie TV, 7 episodi (2013)
- L'uomo nell'alto castello (The Man in the High Castle) – serie TV, 18 episodi (2015-2019)
- The Magicians – serie TV, 41 episodi (2015-2020)
- Station 19 – serie TV, 4 episodi (2021)
- Gossip Girl – serie TV, 4 episodi (2022-2023)
- 9-1-1 – serie TV, episodi 8x14-8x15 (2025)
- Washington Black, regia di Wanuri Kahiu, Maurice Marable  e Rob Seidenglanz – miniserie TV, 4 puntate (2025)

### Video
- Battlestar Galactica: The Plan (2009)

### Videogiochi
- Star Trek: Klingon (voce) (1996)
- X-Men Legends (voce) (2004)

## Doppiatori italiani
Nelle versioni in italiano delle opere in cui ha recitato, Rick Worthy è stato doppiato da:
- Roberto Certomà ne L'uomo nell'alto castello, Station 19
- Paolo Buglioni in CSI: Miami, 9-1-1
- Nino Prester in CSI - Scena del crimine (ep. 3x14)
- Claudio Fattoretto in CSI - Scena del crimine (ep. 6x24)
- Mauro Magliozzi in CSI - Scena del crimine (ep. 9x14)
- Simone Mori ne I magnifici sette
- Massimo Bitossi in Battlestar Galactica
- Massimiliano Virgilii in The Mentalist
- Stefano Valli in Saving Grace
- Christian Iansante in Grey's Anatomy
- Mario Bombardieri in Castle
- Paolo Marchese in Supernatural
- Stefano Mondini in NCIS - Unità anticrimine
- Davide Marzi in Aquarius
- Massimo Corvo in The Magicians
- Andrea Lavagnino in Washington Black